# Prosper Kestens
Prosper Kestens, né à Gand le 29 décembre 1867 et mort à Woluwe-Saint-Pierre le 14 septembre 1945, était un général et ministre belge de la Défense nationale.

## Biographie
Prosper Jean Marie Kestens, né à Gand le 29 décembre 1867, et est le fils de Pierre Kestens, adjudant d'artillerie, et de Leonia Henderson. Le 23 décembre 1919, il épouse Emma Larrain Mandiola née le 9 avril 1887 à Santiago (Chili) qui lui donne deux enfants.
Il fait des études secondaires à l'Athénée royal de Gand et termine par une rhétorique scientifique. Le 20 novembre 1884, il est admis à l'École royale militaire section armes spéciales artillerie et génie en tant que demi boursier, après avoir réussi l'examen d'entrée comme premier sur 22 candidats. Nommé élève-sous-lieutenant il quitte l'école, premier sur onze participants aux examens, comme sous-lieutenant de l'artillerie, le 22 mai 1889.
En 1895, il est breveté d'état-major de l'École de guerre. En 1900, il est ingénieur-électricien, professeur à l'École royale militaire. Capitaine-commandant en 1904, il est détaché par l'armée belge comme chargé de cours à l'École d'application de l'artillerie et du génie de Buenos Aires en Argentine puis à l'École de guerre argentine jusqu'en 1914. En effet, Prosper Kestens était polyglotte, s'exprimant couramment en anglais, allemand et espagnol.
Au début de la Première Guerre mondiale en août 1914, il rentre en Belgique. Il est major et commande l'artillerie de la 5e brigade mixte (5e et 25e régiments de Ligne d'Anvers). Le 25 août 1914, il est blessé à Boortmeerbeek alors que le 5e brigade mixte effectue la première sortie de la Position fortifiée d'Anvers. En dépit de sa blessure, il continue à commander ses batteries d'artillerie ce qui lui vaut d'être décoré officier de l'ordre de la Couronne. Promu colonel en 1916, il commande la 2e brigade d'artillerie. En 1917, on le trouve général-major commandant l'artillerie de la 2e division d'armée. En janvier 1919, il est placé à la tête de la 4e division d'infanterie et promu en mars 1919 lieutenant-général, grade le plus élevé dans la hiérarchie militaire belge.
En 1922, il est nommé inspecteur-général de l'artillerie. 

## Ministre de la Défense nationale
Le 17 juin 1925, Kestens entre au gouvernement Poullet, composé de démocrates-chrétiens et de socialistes. Catalogué comme « technicien », il était supposé être de tendance libérale.
Le gouvernement tire parti de la fin de l'occupation de la Ruhr par les troupes belges, pour réduire les forces militaires, afin de contribuer de cette manière à la solution des problèmes financiers de l'État. Kestens élabore un plan qui devait ramener les divisions de 8 à 6 et réduire le service militaire à dix mois, ce qui se situait encore largement au-dessus des six mois que les socialistes revendiquaient.
Il refusait toutefois l'application immédiate de ces mesures, ce en quoi il se trouve isolé au sein du gouvernement. Il demeure solidaire avec l'état-major de l'armée qui refusait une diminution du service militaire dès l'année 1925 et, le 16 janvier 1926, il présente sa démission. Le Premier ministre Poullet ne trouve aucun officier supérieur prêt à lui succéder et reprend dès lors lui-même le portefeuille, jusqu'à la fin de son gouvernement, quelques mois plus tard. Dans le gouvernement suivant, dirigé par Henri Jaspar, le ministère de la Défense nationale est repris par Charles de Broqueville.
Prosper Kestens retourne à l'armée comme commandant du 1er corps d'armée et prend sa pension en 1929.

## Distinctions
- Grand officier de l'ordre de Léopold (en juillet 1925).
- Officier de l'ordre de la Couronne (1914).

## Publications
- La loi de l'évolution au service de l'éducation des individus et des nations, Bruxelles, 1932

## Sources
- Paul VAN MOLLE, Le parlement belge, 1894-1972, Anvers, 1972.